# Epimelitta melanaria
Epimelitta melanaria là một loài bọ cánh cứng trong họ Cerambycidae.